# Oleksandra Chevtchenko
Pour les articles homonymes, voir Chevtchenko.
Oleksandra Chevtchenko ou Alexandra Shevchenko (en ukrainien : Олександра Шевченко), née le 24 avril 1988, est une militante politique ukrainienne, fondatrice du mouvement Femen.

## Biographie
Oleksandra « Sacha » Chevtchenko, Anna Hutsol et Oksana Chatchko, trois adolescentes ukrainiennes originaires de Khmelnytskyï, s'indignent de la place réservée aux femmes dans la société ukrainienne et créent Femen lors de leurs études à Kiev. Anna Hutsol explique avoir lancé Femen en 2008 pour défendre la démocratie quatre années après la Révolution orange, car elle pensait que l’Ukraine manquait de militantes pour défendre les droits des femmes : « L'Ukraine est un pays dominé par des hommes, où les femmes sont passives ». 
Pour le nom de leur mouvement, elles choisissent le mot latin « femen » car « cela sonnait bien ». En 2009, elles innovent en manifestant seins nus contre la pornographie en ligne.

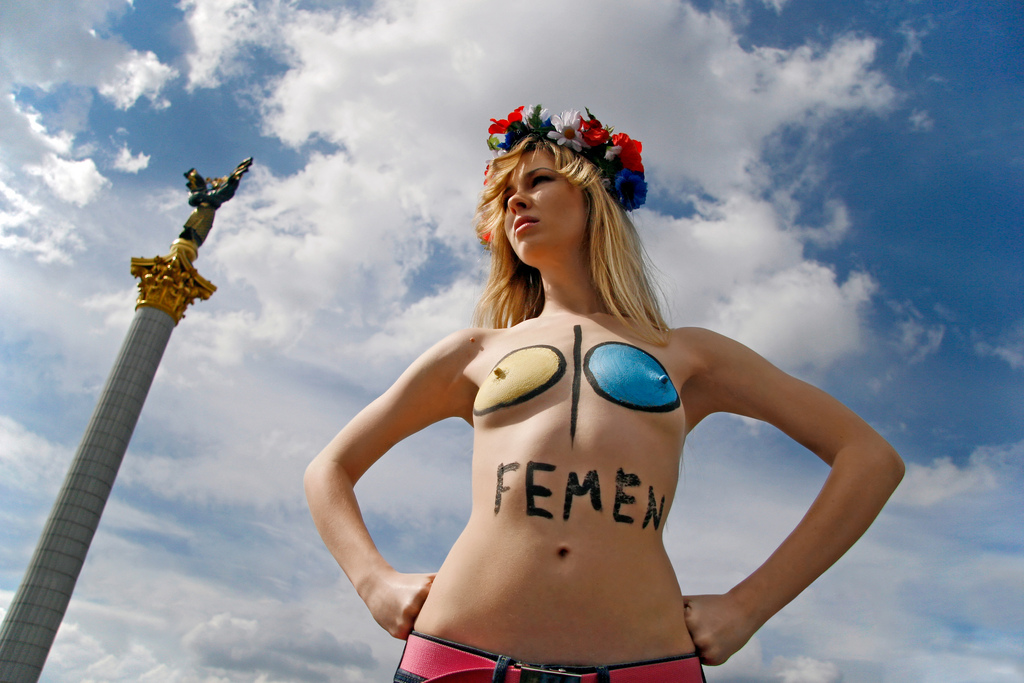
Oleksandra Chevtchenko avec le logo de son groupe tagué sur la poitrine.

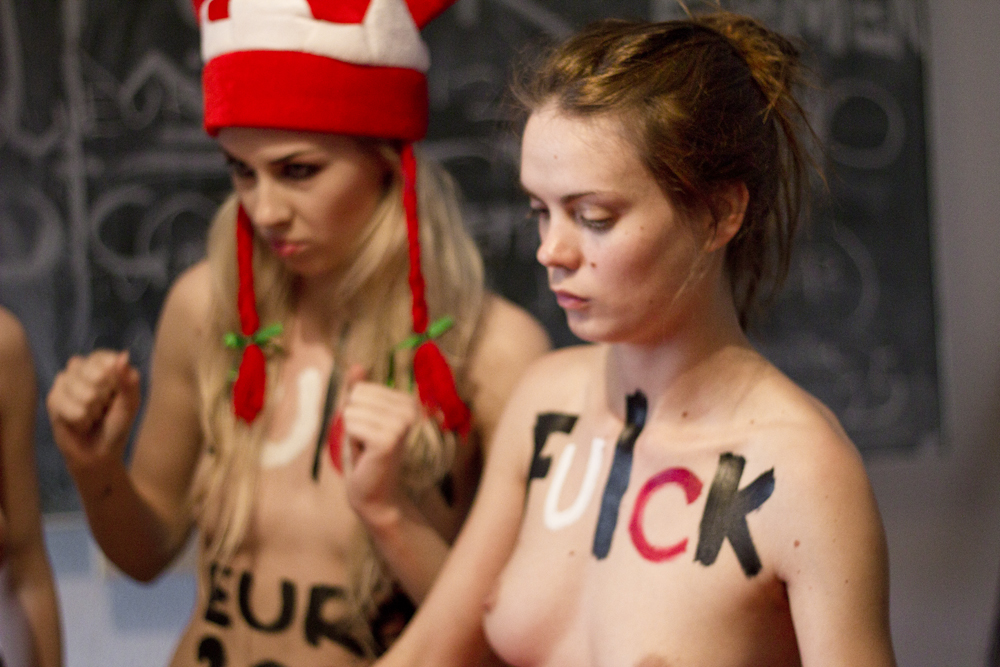
Oleksandra Chevtchenko et Oksana Chatchko préparant une action à Varsovie en juin 2012.

Le 12 février 2013, à la suite de la renonciation du pape Benoît XVI, huit militantes de Femen France investissent, seins nus et couvertes de slogans hostiles au pape, la cathédrale Notre-Dame de Paris afin de faire sonner les cloches (alors exposées à l'occasion de leur restauration), avant d'être évacuées par le service d'ordre, sept d'entre elles étant également interpellées par la police. Cette action est condamnée unanimement par la classe politique. Eva Joly dénonce une action déplacée et « un manque de respect pour les croyants » ; le ministre de l'Intérieur Manuel Valls témoigne « de son soutien aux catholiques de France qui ont pu être offensés par ce geste grossier » et parle de « consternation » face à « une provocation inutile », argument repris par la ministre des Droits des femmes et porte-parole du gouvernement Najat Vallaud-Belkacem ; des critiques sont aussi exprimées par le maire Bertrand Delanoë, et les sénateurs de Paris Pierre Charon et Yves Pozzo di Borgo. Mgr Patrick Jacquin, recteur-archiprêtre de Notre-Dame, annonce avoir porté plainte pour « profanation d'un espace cultuel » et pour « coups et blessures ». L'AGRIF déclare porter plainte et demande la dissolution des Femen. Malgré les condamnations venant de plusieurs personnalités politiques, de nombreux plaignants et pétitionnaires s'étonnent que les Femen aient été « peu inquiétées après leur interpellation » par la police française ». En mars, Inna et Sacha Chevtchenko affirment avoir « emporté un petit bout » de l'or en feuille appliqué sur l'une des cloches pour payer la réparation de « dents cassées », alors que, dans de précédentes déclarations, Inna Chevtchenko avait nié avoir abîmé la cloche,. Sur cette affaire, le 13 septembre 2013, le tribunal de Paris demande le renvoi pour complément d'information à une date ultérieure, en attente des conclusions de l'enquête. Elles sont défendues par Patrick Klugman, ancien avocat conseil de SOS Racisme et Caroline Fourest, laquelle n'a pas cautionné l'action entreprise à la cathédrale, « à cause de son amitié pour le maire de Paris, Bertrand Delanoë, et Manuel Valls », selon une ancienne Femen. Le 10 septembre 2014, à l'issue du premier procès français contre Femen, le tribunal correctionnel de Paris a relaxé les neuf militantes Femen accusées dans cette affaire, mais le parquet de Paris a fait appel, alors que trois surveillants de la Notre-Dame ont été condamnés à des amendes avec sursis pour la violence avec laquelle ils ont expulsé trois des militantes lors de leur action. Le haut fonctionnaire Roland Hureaux déclare que le jugement de relaxe est choquant, d'autant plus que les vigiles ont eux été condamnés, et parle de « monde à l'envers ».
Elles choisissent ainsi de dénuder leur poitrine, les seins nus symbolisant la condition des femmes ukrainiennes : pauvres, vulnérables et seulement propriétaires de leurs corps.
Le 8 juin 2012, Femen mène une action seins nus à Varsovie pour dénoncer la prostitution à l'occasion de l'Euro 2012 de football.
Fin août 2013, elle quitte l'Ukraine et s'installe à Paris avec les autres membres de Femen pour des raisons de sécurité.
En octobre 2014, elle épouse le photographe documentaire russe Dmitri Kostioukov.

## Filmographie
- Nos seins, nos armes !, film documentaire (1heure 10 min), dirigé par Caroline Fourest et Nadia El Fani, produit par Nilaya Productions, diffusé sur France 2 le 5 mars 2013[19].